# Zogno
Zogno est une commune italienne de la province de Bergame, dans la région Lombardie.

## Administration
| Période                                  | Période | Identité | Étiquette | Qualité |
| ---------------------------------------- | ------- | -------- | --------- | ------- |
|                                          |         |          |           |         |
| Les données manquantes sont à compléter. |         |          |           |         |

### Hameaux
Endenna, Somendenna, Grumello de' Zanchi, Poscante, Stabello, Miragolo San Marco, Miragolo San Salvatore, Ambria, Spino al Brembo

### Communes limitrophes
Algua, Alzano Lombardo, Bracca, Brembilla, Costa di Serina, Nembro, Ponteranica, San Pellegrino Terme, Sedrina, Sorisole

## Personnalités
- Pietro Ruggeri da Stabello (1797-1858), poète italien, est né à Zogno.